# Waldemar Dudziak
Waldemar Dudziak (ur. 6 kwietnia 1955 w Lublinie) – polski związkowiec, wojewoda lubelski w latach 2000–2001.

## Życiorys
Ukończył studia magisterskie w Instytucie Zarządzania i Marketingu Katolickiego Uniwersytetu Lubelskiego. Przez wiele lat pracował w Fabryce Samochodów Ciężarowych. Od 1980 należy do NSZZ „Solidarność”. W 1992 został członkiem zarządu regionu związku, do 1998 był sekretarzem i skarbnikiem, następnie do 2000 jego przewodniczącym. W 2001 kandydował do Sejmu z listy AWSP, z poparciem PPChD.
28 lutego 2000 został powołany na stanowisko wojewody lubelskiego. Funkcję tę pełnił do końca rządu Jerzego Buzka, tj. do 22 października 2001. Od 2002 był wiceprezesem Lubelskiego Przedsiębiorstwa Energetyki Cieplnej, następnie do 2007 prezesem tego przedsiębiorstwa.